# Villa Casazza
Die Villa Casazza ist ein Landhaus aus dem 18. Jahrhundert im Gebiet Capodimonte des Viertels Stella von Neapel in der italienischen Region Kampanien.

## Geschichte und Beschreibung
Das Haus, das sich auch heute noch im für das 18. Jahrhundert typischen Baustil zeigt, gehörte zunächst der Familie Giordano. 1825 kaufte es der bekannte Rechtsanwalt Casazza.